# Дурмстранг
Дурмстранг (англ. Durmstrang) — одна из трёх школ магии и волшебства в серии книг Джоан Роулинг о Гарри Поттере.

## Описание
Сама школа представляет собой четырёхэтажный замок с большими прилегающими территориями, включающими в себя озеро. Магия не даёт озеру замёрзнуть в любое время года. Виктор Крам отзывается о территориях вокруг замка как об очень живописных и красивых. Стоит отметить двуглавого орла на парусе дурмстранговцев.
Месторасположение школы в книгах не указано. Виктор Крам в 23 главе романа «Гарри Поттер и Кубок огня» упоминает, что зимой в Дурмстранге дни очень короткие, а ночи длинные (то есть южнее полярного круга); рельеф в окрестностях состоит из гор и озёр.

## Название
Название школы обыгрывает немецкое выражение Sturm und Drang («буря и натиск»; произносится «штурм-унд-дранг»), являясь его частичной анаграммой. При этом strang созвучно русскому «странный» или англ. strange, а durm — русскому «Дурман» или близким ему словам некоторых славянских или тюркских языков.

## История
Впервые упоминается в романе «Гарри Поттер и Кубок огня» (2000) в связи с проходящим в Хогвартсе Турниром Трёх Волшебников. Основной чемпион Дурмстранга болгарский чемпион Виктор Крам, который вооружён волшебной палочкой Григоровича (Gregorovitch). Директором школы на момент проведения Турнира назван профессор Игорь Каркаров — бывший Пожиратель Смерти и узник Азкабана. В школе Дурмстранг особое внимание уделяется изучению тёмных искусств (Dark Arts). В Хогвартс делегация из Дурмстранга прибывает на корабле с черными парусами, который ассоциируется с кораблем-призраком.

## Ученики
Кроме Виктора Крама и профессора Игоря Каркарова из учащихся школы упомянут Поляков (Poliakoff). Студенты Дурмстранга одеты в меха, под которыми носят одежды кроваво-красного цвета (deep bloodred). В экранизации романа носят короткие стрижки, солдатские штаны и кожаные ремни со звездой. В целом ученики школы описаны как неприветливые и непривлекательные, они говорят со славянским акцентом (звук w они произносят как v). В фильмах ученики преставлены смуглыми европеоидами, напоминающими южных славян или кавказцев, а Игорь Каркаров напоминает вайнаха. Среди них преобладают мальчики и юноши, правда некоторые источники упоминают об отдельном факультете на Дурмстранге для девочек и девушек, где их в основном обучают домоводству.. В описании учеников и учителей этой школы Роулинг использует национальные стереотипы, которые сложились у большинства англоязычных читателей о славянах.
В 8 главе романа «Гарри Поттер и Дары Смерти» упоминается, что по словам Виктора Крама в Дурмстранге учился Грин-де-Вальд, который был самым сильным Тёмным магом до пришествия Волан-де-Морта.